# Giovanni Agnelli

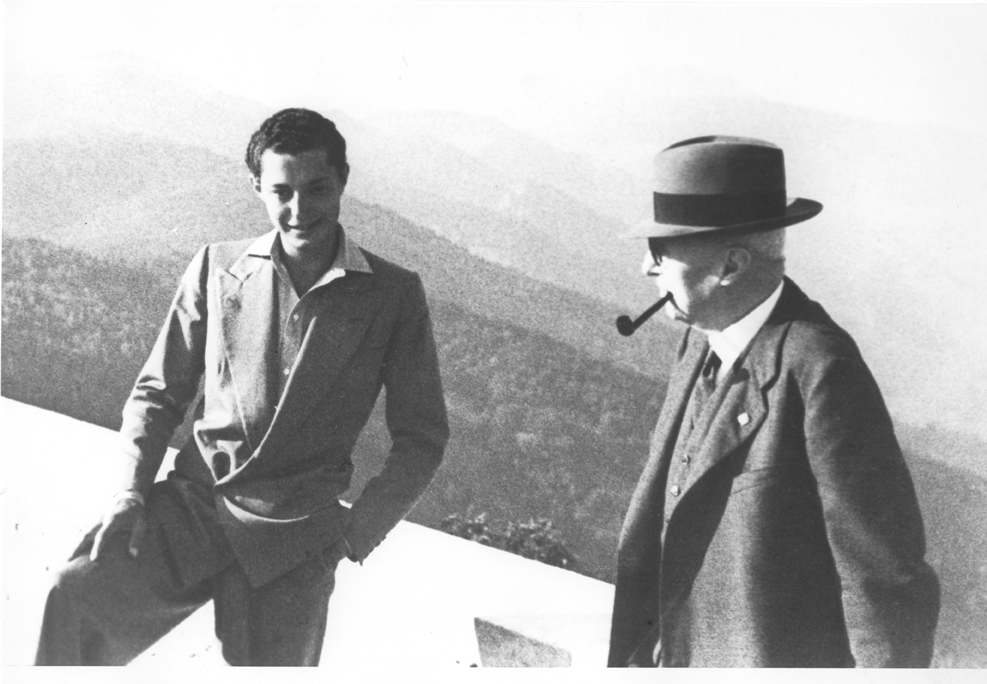
Giovanni Agnelli en zijn kleinzoon Gianni Agnelli (links) in 1940

Giovanni Agnelli (Villar Perosa, 13 augustus 1866 – Turijn, 16 december 1945) was een Italiaanse industrieel en een van de grondleggers van de Italiaanse autofabrikant Fiat.
Agnelli kreeg een militaire opleiding en bracht het tot luitenant bij de cavalerie. In 1889 trouwde hij met Clara Boselli en in 1892 kregen ze een zoon, Edoardo. In 1896 verhuisde hij met zijn gezin naar Turijn. Hier leerde hij graaf Emanuele Bricherasio di Cacherano kennen die bedrijfspartners zocht. In juli 1899 werd Agnelli partner in de Societa’ Italiana per la construzione e il commercio delle automobili Torino, waarvan de naam al snel werd gewijzigd in Fabbrica Italiana di Automobili Torino of FIAT. Agnelli was de algemeen directeur en de fabriek maakte snel de eerste voertuigen met een kleine motor. In 1903 leverde het bedrijf 135 motorvoertuigen af en realiseerde het een kleine winst. In 1906 was de productie al gestegen tot 1135 voertuigen. Agnelli kocht andere vennoten uit en nam de leiding van het bedrijf volledig over.
In de Eerste Wereldoorlog profiteerde het bedrijf van orders voor het Italiaanse leger. In 1914 produceerde Fiat al ruim 4000 voertuigen met zo’n 7000 werknemers. Tijdens de oorlogsjaren schoot Fiat op de lijst van grootste industrieën in Italië van de dertigste naar de derde plaats en Agnelli's maatschappelijk en politiek aanzien steeg sterk. In 1923 bracht Mussolini een bezoek aan de autofabriek en Agnelli bleef goede contacten met Mussolini onderhouden. Toen deze eenmaal aan de macht was werd een speciale regeringscommissie opgeheven die tot taak had gehad de buitensporige winsten die Fiat en andere bedrijven hadden gemaakt in de periode 1915-1917 te onderzoeken. In maart 1923 werd Giovanni benoemd tot senator voor het leven.
In de jaren twintig maakte Ford bekend auto’s te gaan assembleren in het noorden van Italië. Agnelli kwam hiertegen in actie en onder het mom van nationalisme wist hij Mussolini in 1930 te overtuigen hiertegen eveneens in actie te komen. Mussolini wijzigde de wet, waarmee de ambities van Ford werden geblokkeerd, zodat het monopolie van Fiat behouden bleef.
In 1932 werd Agnelli lid van de Nationaal-Fascistische Partij en Fiat profiteerde van veel overheidscontracten voor militaire doeleinden. Na de oorlog was zijn rol uitgespeeld. Hij was opportunistisch en werkte met iedereen samen zolang Fiat er naar beter van werd. Hij wisselde te vaak van winnende partij en dit werd hem niet in dank afgenomen. Hij trok zich terug in Villar Perosa en overleed op 79-jarige leeftijd in Turijn.
Agnelli was de grootvader van Gianni Agnelli. Zijn zoon Edoardo Agnelli kwam in 1935 bij een vliegtuigongeval om het leven.